# Kakigi Ryosuke
Ryosuke Kakigi (柿木亮介 Kakigi Ryōsuke, sinh ngày 23 tháng 12 năm 1991 ở Ashiya, Hyōgo) là một cầu thủ bóng đá người Nhật Bản thi đấu cho Fujieda MYFC.

## Thống kê câu lạc bộ
Cập nhật đến ngày 23 tháng 2 năm 2018.
| Thành tích câu lạc bộ | Thành tích câu lạc bộ | Thành tích câu lạc bộ | Giải vô địch | Giải vô địch | Cúp                   | Cúp                   | Tổng cộng | Tổng cộng |
| Mùa giải              | Câu lạc bộ            | Giải vô địch          | Số trận      | Bàn thắng    | Số trận               | Bàn thắng             | Số trận   | Bàn thắng |
| Nhật Bản              | Nhật Bản              | Nhật Bản              | Giải vô địch | Giải vô địch | Cúp Hoàng đế Nhật Bản | Cúp Hoàng đế Nhật Bản | Tổng cộng | Tổng cộng |
| --------------------- | --------------------- | --------------------- | ------------ | ------------ | --------------------- | --------------------- | --------- | --------- |
| 2014                  | Gainare Tottori       | J3 League             | 16           | 0            | 1                     | 0                     | 17        | 0         |
| 2015                  | Gainare Tottori       | J3 League             | 32           | 0            | 2                     | 0                     | 34        | 0         |
| 2016                  | Fujieda MYFC          | J3 League             | 22           | 1            | –                     | –                     | 22        | 1         |
| 2017                  | Fujieda MYFC          | J3 League             | 25           | 2            | –                     | –                     | 25        | 2         |
| Tổng cộng sự nghiệp   | Tổng cộng sự nghiệp   | Tổng cộng sự nghiệp   | 95           | 3            | 3                     | 0                     | 98        | 3         |